# Charles Sumner
Charles Sumner (Boston, 6 gennaio 1811 – Washington, 11 marzo 1874) è stato un avvocato, attivista e politico statunitense membro del Senato per lo Stato del Massachusetts.
Nella sua qualità di avvocato accademico e potente oratore si mise alla guida delle forze anti-schiavismo nel proprio Stato d'origine, divenendo ben presto uno dei leader riconosciuti dei cosiddetti Radical Republicans durante la guerra di secessione americana.
Lavorò quindi duramente per distruggere militarmente gli Stati Confederati d'America, liberare tutti gli schiavi e continuare a mantenere buoni rapporti con l'Europa. Durante l'Era della Ricostruzione combatté per ridurre al minimo il potere degli ex secessionisti nel profondo Sud e garantire pari diritti civili ai liberti afroamericani attraverso il movimento per i diritti civili degli afroamericani (1865-1896).
Cadde in una disputa con la Presidenza di Ulysses S. Grant sulla questione inerente all'assunzione del controllo della Repubblica Dominicana. Gli alleati di Grant spogliarono Sumner del suo potere al Senato nel 1871 tanto che questi finirà con l'unirsi al movimento repubblicano liberale nel tentativo di sconfiggere il presidente in carica alle elezioni presidenziali del 1872.
Cambiò più volte partito politico nel corso degli anni 1830 e 1840 prima di coalizzarsi negli anni 1850 con il neonato Partito Repubblicano; dedicò le sue enormi energie alla distruzione di quello che i repubblicani chiamavano il potere schiavista, l'influenza dei proprietari di schiavi del Sud sul Governo federale i quali cercavano la prosecuzione e l'espansione della pratica schiavista. Nel 1856 il Democratico sudista Preston Smith Brooks quasi lo uccise nell'Aula senatoriale, due giorni dopo che Sumner pronunciò un discorso fortemente anti-schiavista denominato Il crimine contro il Kansas.
Sumner caratterizzò il cugino dell'aggressore, il senatore sud-caroliniano Andrew Butler, un Democratico, come "mezzano della schiavitù" (alla stregua dello sfruttamento della prostituzione). L'episodio giocherà un ruolo importante nell'avvicinamento alla Guerra Civile. Durante il conflitto fu uno dei leader della fazione repubblicana radicale che criticava il presidente Abraham Lincoln per essere troppo moderato nei riguardi del Sud.
Uno degli statisti più colti dell'epoca, si specializzò negli affari esteri e lavorò a stretto contatto con la Presidenza di Abraham Lincoln per impedire agli inglesi e ai francesi di intervenire a fianco dei "ribelli secessionisti". La competenza e l'energia di Sumner lo resero un potente presidente della commissione per le relazioni estere del Senato.
Essendo il capo dei senatori radicali durante la Ricostruzione, Sumner combatté duramente per garantire uguali diritti civili e di voto per i liberti sulla base del fatto che il "consenso dei governati" era un principio basilare del repubblicanesimo americano e per impedire agli ex confederati di riassumere il potere. In collaborazione con Thaddeus Stevens lottò contro i piani di Ricostruzione della Presidenza di Andrew Johnson e cercò di imporre un programma radicale al Sud.
Sebbene sostenesse con forza l'acquisto dell'Alaska, fu nettamente contrario all'annessione della Repubblica Dominicana, allora conosciuta con il nome della sua capitale, Santo Domingo. Dopo aver condotto i senatori a rigettare il trattato di Santo Domingo del Presidente Ulysses S. Grant nel 1870, Sumner ruppe con lui e lo denunciò in termini tali da rendere impossibile la riconciliazione.
Nel 1871 il presidente Grant e il suo Segretario di Stato Hamilton Fish si vendicarono; attraverso i sostenitori di Grant al Senato, Sumner venne deposto. Egli si convinse che Grant fosse un despota corrotto e che il successo delle politiche di Ricostruzione richiedesse una nuova leadership nazionale. Si oppose aspramente alla rielezione di Grant sostenendo il candidato "repubblicano liberale" Horace Greeley nel 1872 e perse il suo potere all'interno del Partito. Meno di due anni dopo, morì in carica.
(Raimondo Luraghi Storia della guerra civile americana BUR 1994 Vol. I, pag. 119.)

## Giovinezza, educazione e carriera legale
Charles Sumner nacque in Irving Street a Beacon Hill (Boston) il 6 gennaio del 1811. Era il figlio di Charles Pinckney Sumner, un avvocato liberale di Harvard (Massachusetts), convinto fautore dell'abolizionismo nonché uno dei primissimi sostenitori di scuole razzialmente integrate; opinioni queste che sconcertarono la "buona società" degli inizi del XIX secolo, assieme alla sua opposizione alle leggi contro la mescolanza razziale.
Sumner Senior era nato in povertà e la sua futura moglie condivideva un retroterra socio-culturale del tutto simile e lavorava come sarta prima di sposarlo. Entrambi i genitori saranno descritti come eccessivamente ancorati al formalismo piuttosto che sull'esempio pratico.
Suo padre esercitò la carriera legale e prestò servizio come cancelliere alla Camera dei rappresentanti del Massachusetts prima tra il 1806 e il 1807 e poi di nuovo dal 1810 al 1811, ma il suo praticantato ebbe solo un discreto successo e, durante l'infanzia di Charles, la famiglia vacillò fino a trovarsi ai margini del ceto medio.
Nel 1825 Sumner Senior divenne sceriffo della Contea di Suffolk (Massachusetts), carica questa che mantenne fino alla morte avvenuta nel 1839. La famiglia frequentò la Chiesa della Trinità di Boston, ma dopo il 1825 occuparono un banco nella King's Chapel.
Il padre odiava schiettamente lo schiavismo, ma insegnò a Charles che liberare gli schiavi "non avrebbe condotto a nulla di buono" a meno che non fossero trattati in maniera paritaria anche dalla società nel suo complesso; fu uno stretto collaboratore del teologo William Ellery Channing, un influente ministro dell'unitarianismo.
Questi credeva che gli esseri umani avessero un potenziale infinito per migliorarsi; ampliando questa argomentazione Sumner concluse che l'ambiente aveva "un'influenza importante, se non addirittura predominante" nel plasmare gli individui.
Creando una società in cui "la conoscenza, la virtù e la religione" avevano la precedenza su tutto il resto, "anche i più abbandonati riusciranno a crescere formandosi una forza e bellezza inimmaginabili"; la legge morale, secondo lui, era importante tanto per i governi quanto per i singoli e le istituzioni legali che inibivano la personale capacità di crescere - come la schiavitù o la segregazione razziale - erano di per sé malvagie.
Mentre spesso considerò la società contemporanea in modo critico, la fede nella sua riforma rimase incrollabile. Quando venne accusato di utopismo rispose: "Le utopie di un'epoca sono diventate la realtà di quella seguente".
L'aumento di reddito - che Charles P. Sumner godette dopo essere diventato sceriffo - gli diede la possibilità di permettersi di impartire un'istruzione superiore ai suoi figli; Charles poté in tal modo frequentare la Boston Latin School, dove conobbe il futuro filantropo Robert Charles Winthrop, l'autore James Freeman Clarke, il reverendo del Battismo Samuel Francis Smith e l'avvocato dei Nativi americani degli Stati Uniti d'America Wendell Phillips, i quali rimarranno tra i suoi amici più stretti.
Prese la laurea nel 1830 all'Università di Harvard vivendo nel dormitorio di Hollis Hall e, a partire dal 1834, alla Harvard Law School, dove fu presto uno dei protetti del giurista Joseph Story (uno dei difensori al processo contro l'Amistad; in questo periodo divenne anche uno dei membri del Porcellian Club.
Nel 1834 fu ammesso per la prima volta nelle aule del tribunale ed entrò in uno studio privato a Boston in collaborazione con George Stillman Hillard; a seguito di una visita compiuta a Washington scelse di non intraprendere una carriera politica, e tornò quindi a casa deciso a praticare il diritto. Contribuì al trimestrale American Jurist, pubblicò alcune sentenze di Story e alcuni testi di legge. Dal 1836 al 1837 insegnò egli stesso alla Harvard Law School.

## Viaggio in Europa
Sumner partì per il continente europeo nel 1837. Sbarcò a Le Havre e poco dopo, nel momento stesso in cui la Cattedrale di Notre-Dame (Rouen) stava suonando le campane: "... mi sentii trascendere ben oltre tutto a ciò che la mia immaginazione avrebbe mai potuto creare da sola".
Raggiunse Parigi a dicembre, iniziò a studiare la lingua francese e andò al museo del Louvre "col cuore palpitante", descrivendo come la sua ignoranza dell'arte lo facesse sentire "incatenato e confinato" fino a quando una serie di visite ripetute non permisero alle opere di Raffaello Sanzio e Leonardo da Vinci di cambiare la sua comprensione: "Mi hanno toccato, come se si trattasse di una sinfonia".
Egli padroneggiò il francese in sei mesi e frequentò numerose conferenze tenutesi alla Sorbona su argomenti che spaziarono dalla geologia alla storia dell'antica Grecia al diritto penale. Nel proprio diario datato 20 gennaio del 1838 notò che un docente "aveva un pubblico abbastanza vasto tra i quali notai due o tre neri, o meglio mulatti - forse per due terzi neri - vestiti piuttosto alla moda e con la facilità e l'aria disinvolta di giovani uomini di mondo..." i quali furono "ben accolti" dagli altri studenti subito dopo l'incontro. Continuò:
Fu lì che decise che la predisposizione degli americani a vedere i neri come inferiori costituisse soltanto un punto di vista appreso; i francesi sembrava non avessero avuto alcun problema con l'apprendimento e l'interazione dei neri con gli altri. Pertanto si decise a diventare un acceso e risoluto attivista dell'abolizionismo non appena fosse ritornato negli Stati Uniti d'America.
Si unì ad altri statunitensi che studiavano medicina nei turni mattutini dei grandi ospedali cittadini In. Nel corso dei successivi tre anni divenne fluente anche nella lingua spagnola, nella lingua tedesca e nella lingua italiana; incontrò molti dei principali uomini di Stato del tempo.
Nel 1838 visitò la Gran Bretagna, dove Henry Brougham, I barone Brougham e Vaux ebbe a dichiarare che "non aveva mai incontrato un uomo dell'età di Sumner con una così vasta conoscenza legale ed anzi con un intelletto legale naturale". Ritornò in patria nel 1840.

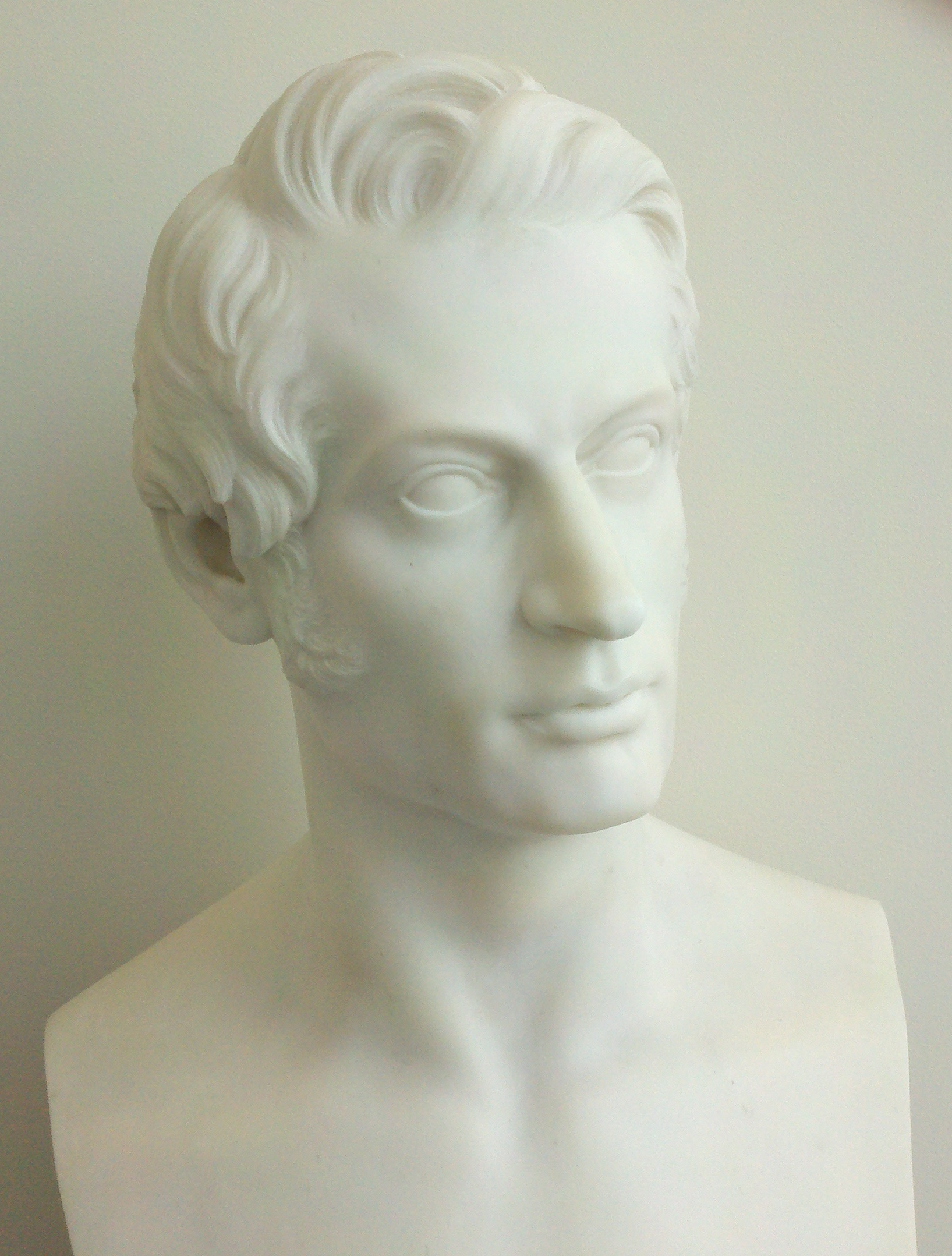
Busto del giovane Sumner, opera di Thomas Crawford del 1842.

## Avvio della carriera politica

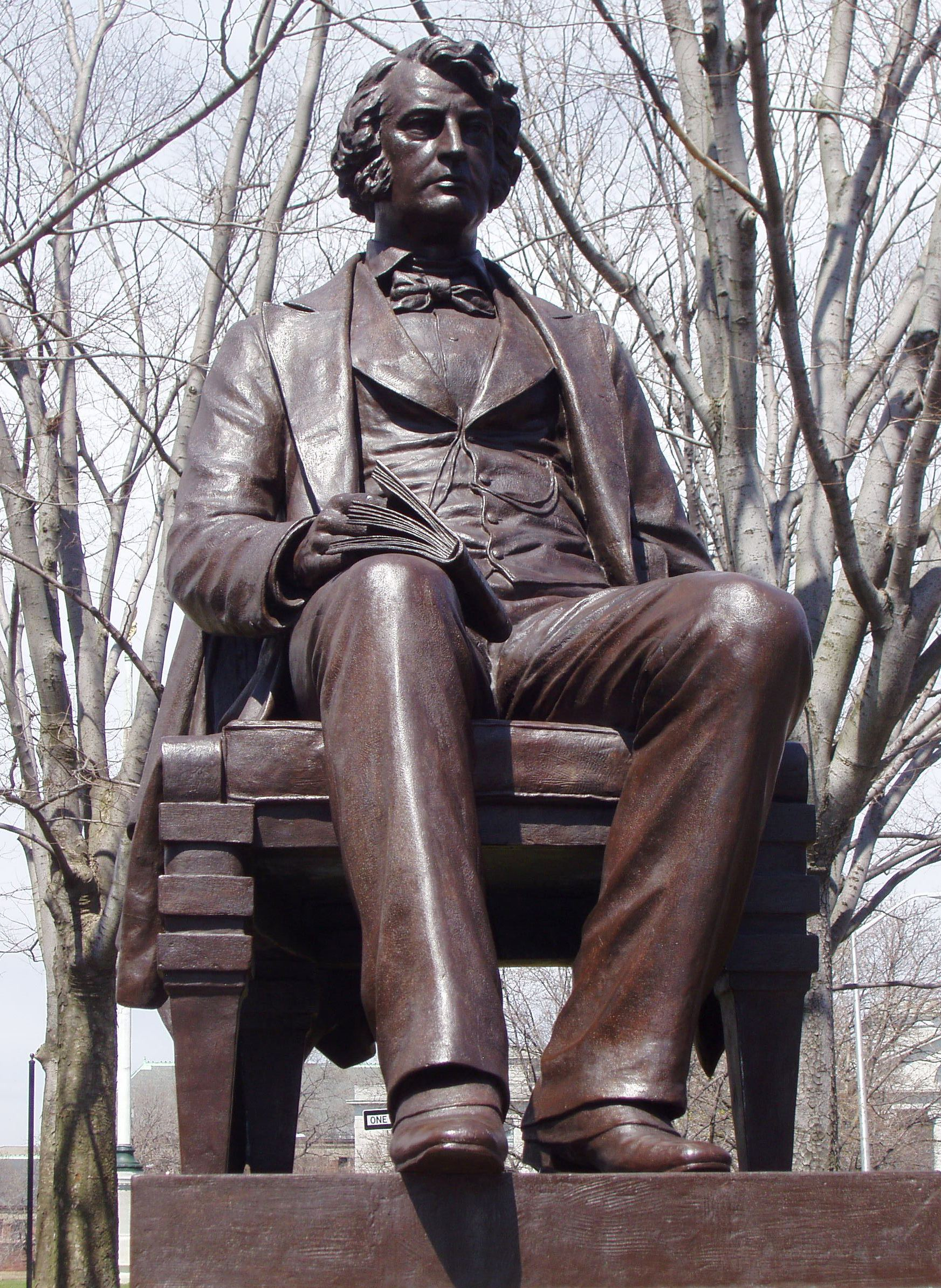
Statua dedicata al senatore a Cambridge (Massachusetts), opera di Anne Whitney.

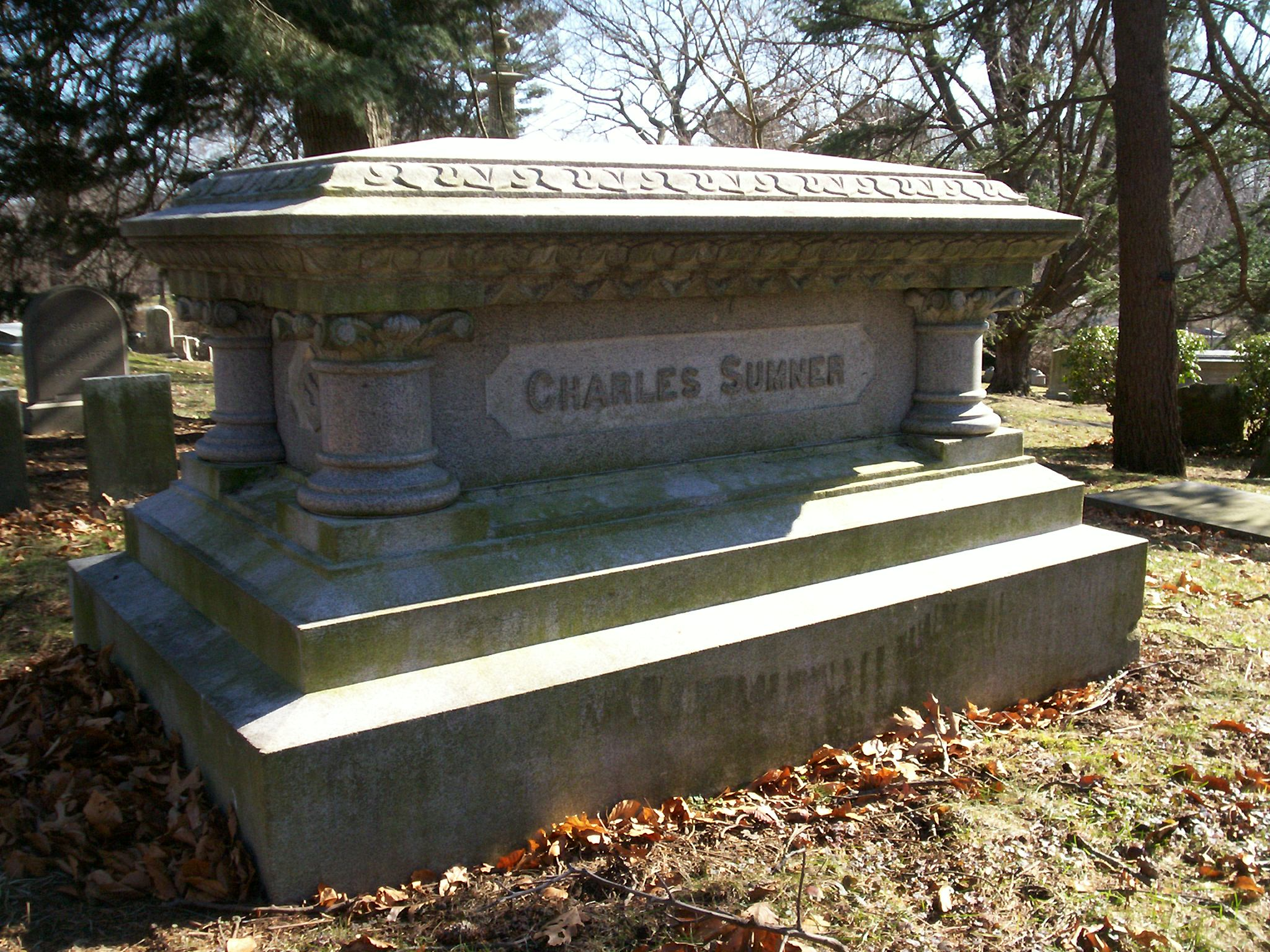
La tomba al Cimitero di Mount Auburn.

- Servizio al Senato
- Pre-guerra civile
- Il discorso Crimine contro il Kansas e le successive azioni di Brooks

- Convalescenza
- Ritorno in servizio
- Guerra civile
- Leader radicale
- Emancipazione degli schiavi
- Il caso Trent

- Ricostruzione e diritti civili

## Memoriali
- La Sumner High School a Saint Louis (Missouri)
- La Charles Sumner School a Washington
- La Sumner Academy of Arts & Science a Kansas City (Kansas)
- La Charles Sumner House a Boston
- La Sumner Library a Minneapolis
- La Contea di Sumner (Kansas)
- La città di Sumner (Iowa)
- La città di Sumner (Nebraska)
- La città di Sumner (Washington)

### Fonti primarie
- Beverly Wilson Palmer, a cura di, The Selected Letters of Charles Sumner 2 vols. (1990)
- Edward L. Pierce, Memoir and Letters of Charles Sumner 4 vols., 1877–93. online edition
- Charles Sumner, The Works of Charles Sumner online edition

(EN) Hugh Chisholm (a cura di), Sumner, Charles, in Enciclopedia Britannica, XI, Cambridge University Press, 1911.